# Pastor americano

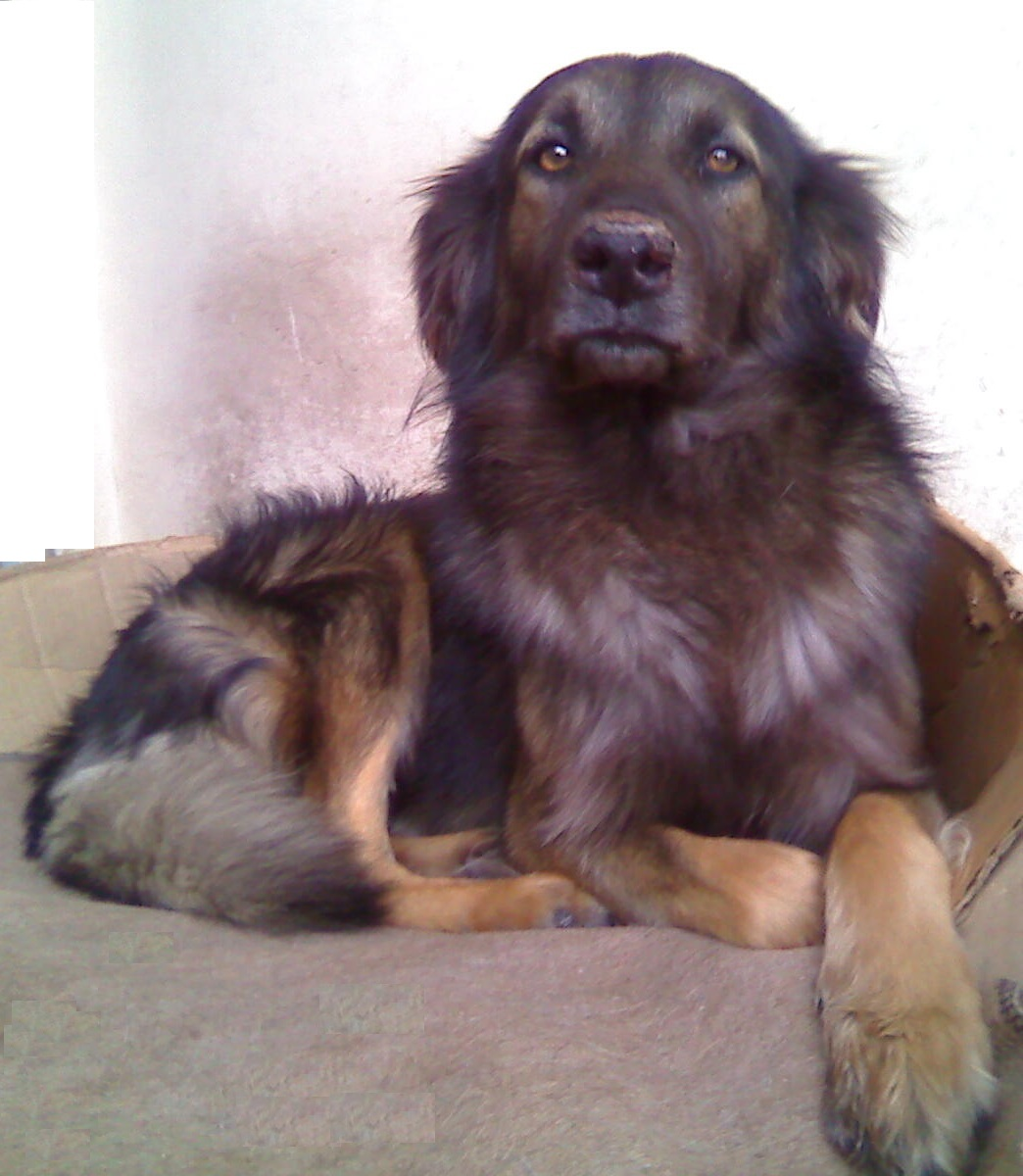
Pastor americano adulto.

El pastor americano (o pastor americano andino) es una raza de perros poco conocida, debido al pequeño número de ejemplares en estado puro, y a su gran mestizaje.

## Orígenes
Originario de los Andes sudamericanos y las altas montañas norteamericanas, sus primeros avistamientos datan de 1890, cuando alpinistas estadounidenses, al escalar los Andes ecuatorianos, fueron cautivados por su semejanza, en el pelaje, con el pastor blanco suizo.
Dichos alpinistas adoptaron unos cachorros y los llevaron a Estados Unidos, en donde encontraron otra variedad con colores más oscuros, pero de semejanzas sorprendentes, y determinaron que se trataba de la misma raza. Esos cachorros supieron sobrevivir a las más bajas temperaturas, gracias a su abultado pelo, el cual, a partir de los 3 años, comienza a crecer en grandes cantidades.
Este perro posiblemente tenga relación con el llamado Australian Shepherd. Sus antepasados fueron perros salvajes escapados de campamentos y cánidos autóctonos. Por lo tanto, son cazadores por naturaleza, excelentes guardianes y afectuosos con la familia.
El pastor americano, junto con Canis magellanicus, podría haber formado parte de la aparición del llamado «ovejero patagónico».

## Temperamento
Una gran virtud que estos perros pastores poseen es su gran inteligencia, y, como sucede en todos los perros pastores, tienen cualidades de rodeo con los rebaños.
Otra gran virtud de este perro es su aseo personal, ya que defeca solo en zonas verdes con mucha tierra; puede estar 24 horas seguidas en un departamento, pero jamás defecará en este: esperará hasta que lo saquen a un espacio verde.
El pastor americano es un excelente guardián, ya que nunca olvida a su familia, y la protege de los extraños, tanto dentro como fuera de su hogar, sea en la calle o en algún espacio público: este perro ataca sin amenazar cuando percibe que sus propietarios están siendo asediados por extraños, motivo por el cual no es recomendable sacarlo a pasear en espacios con muchas personas o gran afluencia de estas, como centros comerciales o casas contrarias a su medio, aunque sí es recomendable sacarlo a pasear a espacios abiertos como parques, ya que necesita espacio para correr por lo menos una vez a la semana.

## Características morfológicas
El pastor americano puro compartiría linaje con el pastor blanco suizo, pero se diferencia de éste en el color, al ser en su mayoría castaño oscuro con acentuaciones negras en el lomo, parte superior de la cola y la totalidad de la cabeza. Sus patas se asemejan a cuatro guantes de color arena, las cuales permiten resaltar el color castaño oscuro de su lomo. Posee manchas color beis en ambos ojos (similares a las del oso de anteojos ecuatoriano). Sus ojos también son de color castaño.
Este perro no se recomienda como mascota para personas alérgicas a las lanas o con asma.
- Datos: Q44008
- Multimedia: Pastor Americano / Q44008